# Cerberus (slang)
Cerberus is een geslacht van slangen uit de familie waterdrogadders (Homalopsidae).

## Naam en indeling
De wetenschappelijke naam van de groep werd voor het eerst voorgesteld door Georges Cuvier in 1829. De groep behoorde lange tijd tot de toornslangachtigen (Colubridae). De slangen werden eerder aan andere geslachten toegekend, zoals Hydrus, Coluber, Python en Homalopsis. Er zijn vijf soorten, inclusief de pas in 2012 wetenschappelijk beschreven soort Cerberus dunsoni.

## Verspreiding en habitat
De slangen komen voor in delen van Azië en leven in de landen India, Bangladesh, Myanmar, Thailand, Maleisië, Indonesië, Filipijnen, Micronesië, Australië, Papoea-Nieuw-Guinea, Cambodja, Vietnam en Singapore. De habitat bestaat uit estuaria, mangroven en kuststreken met een modderige bodem. Ook in door de mens aangepaste streken zoals kweekvijvers kunnen de dieren worden aangetroffen.

## Beschermingsstatus
Door de internationale natuurbeschermingsorganisatie IUCN is aan drie soorten een beschermingsstatus toegewezen. Twee soorten worden beschouwd als 'veilig' (Least Concern of LC) en de soort Cerberus microlepis staat te boek als 'bedreigd' (Endangered of EN).

## Soorten
Het geslacht omvat de volgende soorten, met de auteur en het verspreidingsgebied.
| Naam                                   | Auteur                      | Verspreidingsgebied                                                                       |
| -------------------------------------- | --------------------------- | ----------------------------------------------------------------------------------------- |
| Cerberus australis                     | Gray, 1842                  | Australië, Papoea-Nieuw-Guinea                                                            |
| Cerberus dunsoni                       | Murphy, Voris & Karns, 2012 | Micronesië                                                                                |
| Cerberus microlepis                    | Boulenger, 1896             | Filipijnen                                                                                |
| Hondskopwaterslang (Cerberus rynchops) | Schneider, 1799             | India, Bangladesh, Myanmar, Thailand, Maleisië, Indonesië                                 |
| Cerberus schneiderii                   | Schlegel, 1837              | Thailand, Malaise, Golf van Thailand, Cambodja, Vietnam, Indonesië, Filipijnen, Singapore |